# كوسوكي ياسودا
كوسوكي ياسودا (باليابانية: 八田 康介) (17 مارس 1982 في ياناغاوا في اليابان – )؛ هو لاعب كرة قدم ياباني سابق كان يلعب كمدافع.

## وصلات خارجية
- كوسوكي ياسودا على موقع رابطة كرة القدم اليابانية للمحترفين (اليابانية)
- كوسوكي ياسودا على موقع قاعدة بيانات كرة القدم.إي يو (الإنجليزية)
- كوسوكي ياسودا على موقع Soccerway.com (الإنجليزية)
- كوسوكي ياسودا على موقع عالم كرة القدم.نت (الإنجليزية)